# Ratomka
Ratomka (biał. Ратамка, ros. Ратомка) – agromiasteczko na Białorusi, w obwodzie mińskim, w rejonie mińskim, w sielsowiecie Zdanowicza.
Dawniej wieś, folwark i zaścianek. W czasach Rzeczypospolitej ziemie te leżały w województwie mińskim. Odpadły od Polski w wyniku II rozbioru. W granicach Rosji wieś należała do ujezdu mińskiego w guberni mińskiej. Ponownie pod polską administracją w latach 1919–1920 w okręgu mińskim Zarządu Cywilnego Ziem Wschodnich.
W Ratomcie znajduje się stacja kolejowa na linii Mińsk - Wilno.